# Bristol 409
Bristol 409 — спортивний автомобіль британської компанії Bristol Cars Ltd. 1965–1967 років, який прийшов на заміну моделі Bristol 408 і був збудований на основі її шасі. Випускався з кузовом 2-дверне купе. Її замінила модель Bristol 410.

## Конструкція
Bristol 409 відрізнявся від моделі 408 рядом технічних змін, що були результатом виправлення недоліків попередньої моделі. Зовні авто відрізнялось лише формою решітки радіатора.
Мотор, ходова частина походили з моделі Bristol 408 Mk.ІІ, лише модернізована підвіска забезпечувала більший комфорт. Крім того гальма Dunlop замінили більш потужними компанії Girling, підсилювач керма отримав індивідуальне регулювання компанії ZF (1966). Покращена була шумоізоляція салону. Модель розвивала більшу швидкість, що сягала 212 км/год.
Модель отримала несхвальні відгуки фахівців, які перш за все стосувались відсутності якісних змін у її конструкції. Було виготовлено 80 машин за ціною 4849 фунтів.